# مث‌ون، پرت و کینروس
مث‌ون (به انگلیسی: Methven)، یک شهر کوچک در بریتانیا است که در پرت و کینروس واقع شده‌است. مث‌ون ۱٬۱۶۲ نفر جمعیت دارد.
Methven (مائوری: Piwakawaka) یک شهر کوچک در منطقه Canterbury در جزیره جنوبی نیوزیلند است. در نزدیکی لبه غربی دشت کانتربری، ۳۵ کیلومتری شمال اشبرتون و ۹۵ کیلومتری غرب کرایست چرچ، و در ارتفاع ۳۲۰ متری واقع شده‌است. این شهر یک مرکز خدمات کشاورزی در منطقه اطراف است و پایگاهی برای اسکی در میدان اسکی Mount Hutt در نزدیکی آن است. شعار شهر «فضای شگفت‌انگیز» است.
تاریخ
در سال ۱۸۶۹، رابرت پاتون یک ملک مزرعه ای به مساحت ۵۰۰ هکتار (۲۰۰ هکتار) خریداری کرد و آن را به نام شهر قدیمی خود در پرثشایر، اسکاتلند، Methven نامید. نام مزرعه متعاقباً به نام شهر و ناحیه اطراف تبدیل شد. بخش‌هایی از شهرک در ۲۴ ژوئن ۱۸۷۸ توسط حراج عمومی در راکایا جنوبی برای فروش عرضه شد و بین ۲۰ تا ۹۵ پوند فروخته شد.
در سال ۱۸۷۹، رابرت پاتون به دادگاه مجوز اشبرتون درخواست داد تا مجوز راه اندازی خانه جدیدی در Methven به نام هتل Methven را دریافت کند. یک هتل در سال ۱۸۸۰ ساخته شد. در سال ۱۸۸۲، پاتون به منطقه صدور مجوز در Mount Hutt برای دریافت مجوز باج گزاری برای هتل ۲۴ اتاق Methven درخواست داد. خط راه‌آهن شعبه Methven از Rakaia به Methven در سال ۱۸۸۰ تکمیل شد. پایانه خط راه‌آهن در محل اتصال شش جاده، در مرکز شهر به شکل امروزی بود. در سال‌های ۱۸۸۲–۱۸۸۳، بخش‌های بیشتری از زمین در اطراف منطقه فروخته شد که متعاقباً به شهر Methven تبدیل شد. زمانی که رابرت پاتون در ۲۰ اکتبر ۱۸۸۹ درگذشت، مثون علاوه بر هتل، یک قصاب، نانوا، بقال، پارچه فروشی و آهنگر داشت.
مدرسه Methven در ۷ فوریه ۱۸۸۲ با تعداد ۴۱ مدرسه افتتاح شد. رئیس کمیته مدرسه رابرت پاتون بود. این مدرسه به عنوان یک مدرسه ابتدایی باقی ماند تا اینکه در سال ۱۹۲۵ دوره متوسطه در Methven تأسیس شد.
یکی از کشاورزان قابل توجه اولیه در منطقه Methven دانکن کامرون بود. او در ابتدا مدیر یک ملک بزرگ به مساحت ۲۱۰۰۰ هکتار (۸۵۰۰ هکتار) به نام اسپرینگفیلد بود که ۱۰۰ مرد را در طول سال و ۲۰۰ مرد را در هنگام برداشت به کار می‌گرفت. کامرون در سال ۱۸۹۰ صاحب ملک اسپرینگفیلد شد. او در بیشتر سال‌ها ۴۰۰۰ هکتار (۱۶۰۰ هکتار) محصول داشت و در یک سال ۵۵۰۰ هکتار گندم داشت. او از پیشگامان اولیه آبیاری در منطقه بود. تا سال ۱۸۷۶، او ۱۳ مایل (۲۱ کیلومتر) مسابقات آبی را در اسپرینگفیلد ساخته بود و این میزان تا سال ۱۸۸۰ به ۴۰ مایل (۶۴ کیلومتر) افزایش یافت. در آبیاری منطقه کامرون همچنین پیشگام صنعت صادرات گوشت منجمد بود.
دفتر هیئت مونت هات جاده در سال ۱۸۷۹ تکمیل شد. کلیسای انگلیکن در سال ۱۸۸۰ و کلیسای کاتولیک در سال ۱۸۸۸ ساخته شد. جمعیت شهر Methven در سال ۱۹۰۲ ۳۰۰ نفر بود. در دهه ۱۹۲۰، میثون به آرامی از داشتن اصطبل و آهنگری به گاراژها و شرکت‌های مهندسی تبدیل شد و به ماشین‌ها و ماشین‌های کشاورزی خدمات رسانی می‌کرد. در دهه ۱۹۲۰ همچنین شاهد ورود شرکت‌هایی مانند Dalgety's و Wright Stevenson و Co. Tracking به Methven بودیم که هدف آنها رقابت با راه‌آهن برای ارسال کالاهای کشاورزی مانند پشم به بنادر بود. برق نیز در همین زمان رسید. کارگران مزرعه که در مزارع محلی کار می‌کردند اغلب در Methven ساکن بودند یا بعد از کار برای معاشرت به Methven می‌آمدند. کارگران مزرعه به خواربارفروشی‌ها، خرده‌فروشی‌های لباس، میخانه‌ها، سالن‌های بیلیارد، فاحشه خانه‌ها و پانسیون‌هایی که در روزهای اولیه شهر در Methven وجود داشتند، رفت و آمد می‌کردند. خط راه‌آهن شعبه Methven در سال ۱۹۷۶ بسته شد.
برای ۱۰۰ سال اول وجود Methven، نقش اصلی آن تأمین نیازهای کشاورزان و نیروی کار مزرعه بود.
Methven در سال ۲۰۲۱ با فروش بیش از سیصد بخش مسکونی به‌طور چشمگیری گسترش یافت. انتظار می‌رود که این امر منجر به افزایش جمعیت به ۲۴۱۱ نفر تا سال ۲۰۲۳ شود. طبق پیش‌بینی‌های شورای ناحیه آشبرتون، انتظار می‌رفت که جمعیت در سال ۲۰۴۸ به این تعداد صعود کند.